# Stazione di Terrubia
La stazione di Terrubia era una stazione ferroviaria posta nell'omonima frazione del comune di Narcao, lungo la linea Siliqua-San Giovanni Suergiu-Calasetta.

## Storia
La nascita dell'impianto risale alla metà degli anni venti del Novecento, periodo di realizzazione della rete ferroviaria pubblica a scartamento ridotto del Sulcis-Iglesiente portata avanti dalla Ferrovie Meridionali Sarde, che dello scalo sarà l'unico gestore nel corso della sua storia. L'impianto venne costruito a valle dell'abitato di Terrubia in un'area in cui all'epoca vertevano vari scavi minerari, tra cui quello di Rosas, e fu inaugurato insieme alla ferrovia per Siliqua e Calasetta il 13 maggio 1926, con l'avvio dell'esercizio ferroviario dieci giorni dopo.
Pur essendo classificato dalle FMS come stazione in origine lo scalo presentava caratteristiche di fermata, essendo dotato di un solo tronchino in aggiunta al binario di corsa; nel secondo dopoguerra l'impianto fu quindi potenziato e trasformato in una stazione a tutti gli effetti, con l'aggiunta di un binario di incrocio e la trasformazione di quello tronco in passante nel 1949.

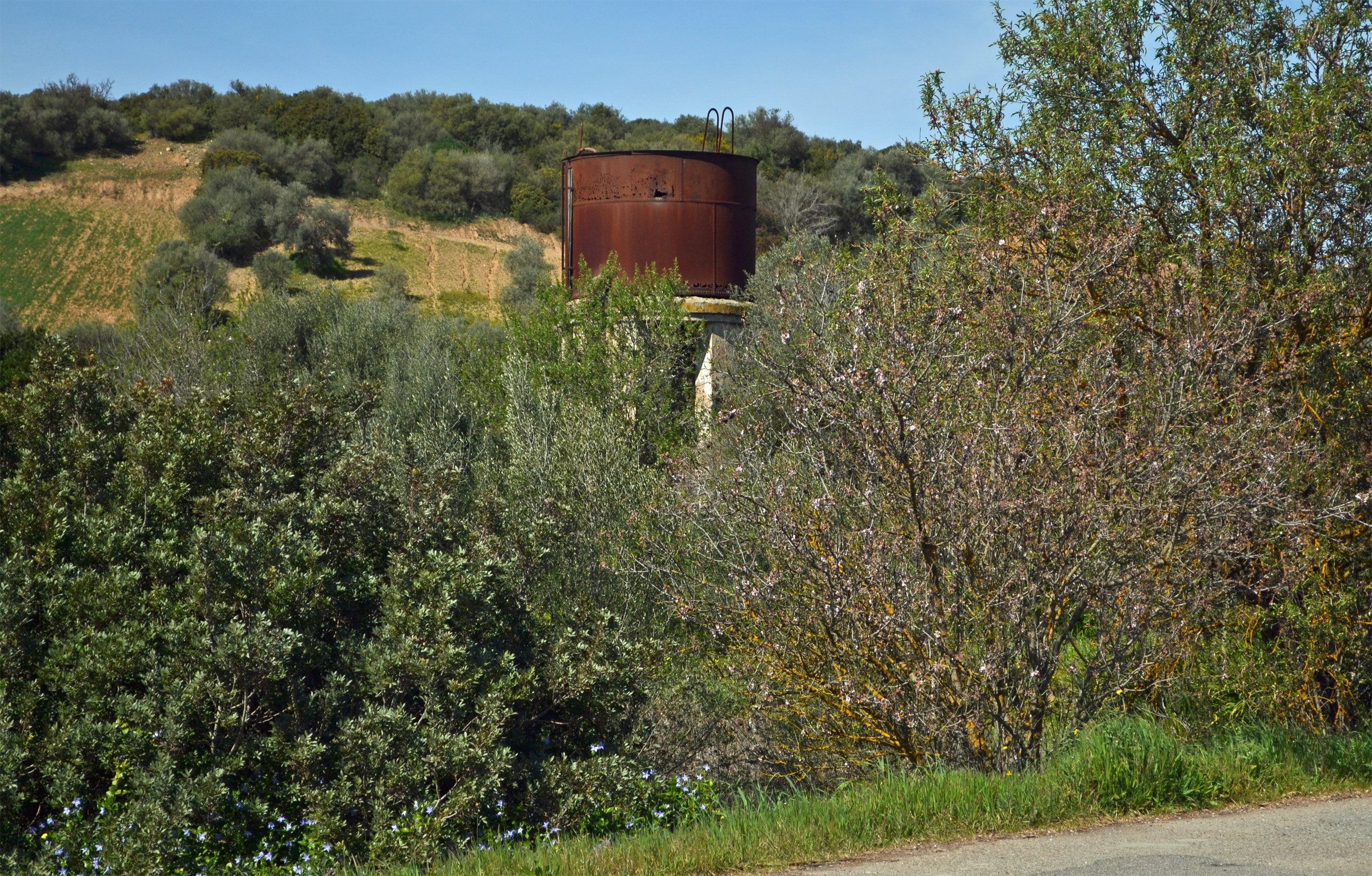
Il serbatoio idrico della stazione: l'impianto fu chiuso nel 1968

La stazione fu attiva sino al 13 luglio 1968, data della sospensione "provvisoria" del servizio ferroviario tra le stazioni di Siliqua e Narcao dovuta alla realizzazione della diga di Bau Pressiu, il cui omonimo lago artificiale avrebbe poi sommerso un breve tratto di linea tra lo scalo di Terrubia e quello di Campanasissa. Per questo sino alla realizzazione di una variante che aggirasse a monte il nuovo bacino idrico le relazioni interessanti la stazione furono espletate da autolinee sostitutive delle FMS che osservavano fermata dinanzi allo scalo. La situazione del tronco ferroviario tra Siliqua e Narcao restò invariata per i sei anni successivi, in cui la variante di Bau Pressiu non andò oltre la fase progettuale. Nel 1974 infine la stazione venne definitivamente dismessa insieme alla linea, a causa della cessazione dell'esercizio ferroviario sull'intera rete FMS a partire dal 1º settembre di quello stesso anno, sostituito da servizi di autolinee sempre a cura delle Ferrovie Meridionali Sarde.
L'impianto fu successivamente disarmato, ed il fabbricato viaggiatori ristrutturato per usi abitativi.

## Strutture e impianti

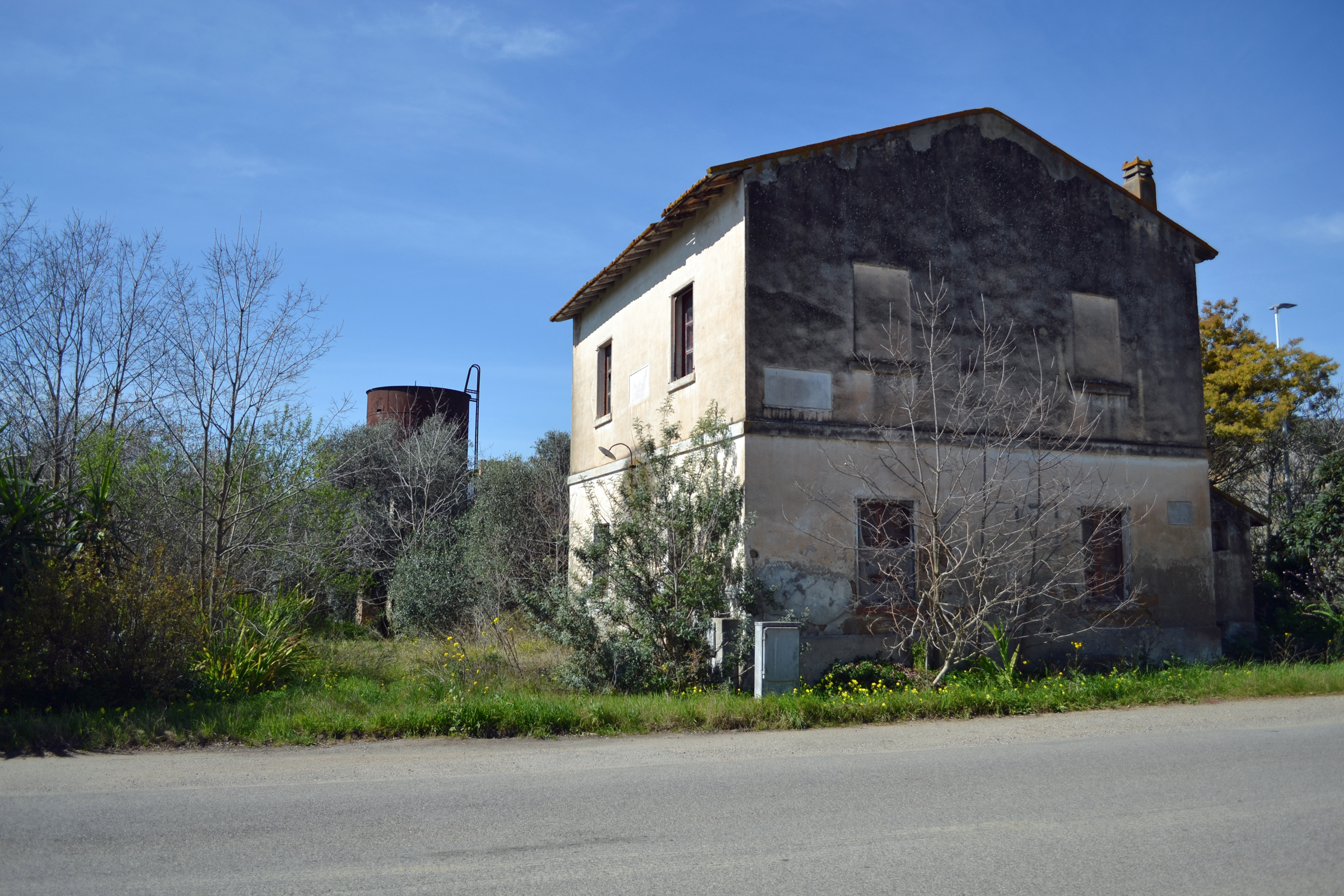
Il serbatoio idrico della stazione e la ex casa cantoniera, che presidiava un passaggio a livello sulla odierna strada provinciale 78

Dal 1968 la stazione non è più attiva e l'infrastruttura ferroviaria in essa presente è stata smantellata negli anni successivi.
Durante gli ultimi decenni di attività l'impianto era configurato come stazione e comprendeva complessivamente tre binari a scartamento ridotto (950 mm), di cui quello centrale di corsa e quello posto più a sud di incrocio, quest'ultimo realizzato con i lavori di ampliamento del 1949. Sempre in quell'anno il binario posto più a nord fu trasformato da tronco in passante, dotato di due prolungamenti che terminavano nella piattaforma girevole della stazione in direzione Calasetta e nello scalo merci in direzione Siliqua, scalo merci che si componeva basilarmente di un piano caricatore, non più esistente e attiguo al fabbricato viaggiatori.
L'edificio principale della stazione era a pianta pressoché quadrata con estensione su due piani più tetto a falde in laterizi, con due accessi sul lato binari, riconvertito in abitazione dopo la dismissione dello scalo; a fianco dello stesso era presente una costruzione che ospitava le ritirate. Un ulteriore edificio presente nell'area della stazione è la ex casa cantoniera numero tredici delle FMS, posta a ridosso del passaggio al livello sulla SP 78 che delimitava lo scalo; sempre nella parte orientale della stazione si trova il serbatoio idrico dell'impianto, del tipo a cisterna metallica su struttura in muratura, anch'esso ancora esistente.
La gestione del traffico ferroviario avveniva in loco, a cura del Dirigente Movimento della stazione.

## Movimento
Nel periodo in cui fu attiva la stazione era servita dai treni passeggeri e merci delle Ferrovie Meridionali Sarde. Quest'ultima tipologia di trasporto fu espletata in particolare per l'inoltro dei minerali estratti dalle vicine miniere.

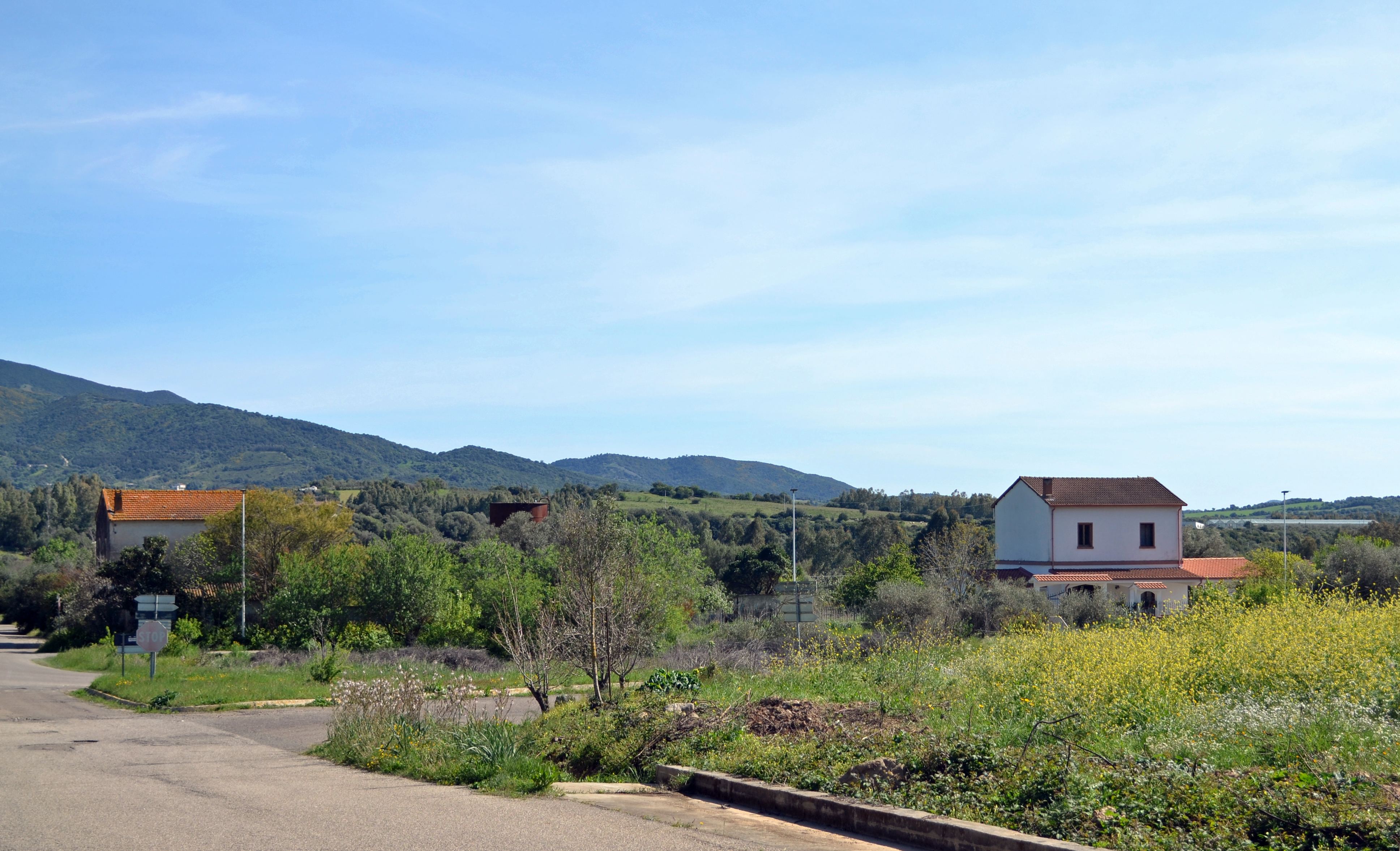
Vista della ex stazione dalla strada per Terrubia

## Servizi
L'impianto presentava una biglietteria a sportello e una sala d'attesa, ospitati nel fabbricato viaggiatori; in un'altra costruzione erano invece ubicate le ritirate dell'impianto.
- Biglietteria a sportello
- Sala d'attesa
- Servizi igienici